# Sport et Vie
Sport et Vie est un magazine français créé en 1990 consacré aux questions d'entraînement, de dopage, de physiologie, de psychologie et de médecine du sport.

## Histoire
Sport et Vie a été fondé en 1990 (en septembre) par Gilles Goetghebuer et Denis Riché. Cette revue de physiologie et sociologie du sport aborde le sport d'un point de vue essentiellement scientifique. Il s'adresse essentiellement aux professionnels du sport (sportifs, entraîneurs, éducateurs sportifs, professeurs d'éducation physique) et, de façon générale, aux personnes qui s'intéressent à toutes les disciplines scientifiques qui permettent de comprendre ou d'améliorer les performances sportives. Les sujets de prédilection du magazine sont la nutrition, la diététique, les questions relatives à l'entraînement, la psychologie, la médecine du sport et bien entendu la lutte contre le dopage qui est l'un de ses principaux chevaux de bataille. Chaque numéro consacre ses dernières pages aux différents athlètes convaincus ou soupçonnés de dopage ainsi qu'aux informations relatives à l'actualité de la lutte contre le dopage.
Une autre revue portant le même nom a existé de juin 1956 à mars 1964 (94 numéros parus puis en association avec le Miroir des sports - numéros 1101 à 1156 du 14 octobre 1965 au 2 novembre 1966 du Miroir).